# Strid (band)
Strid var et tidligt norsk black metal-band, som oprindeligt blev dannet i 1991 under navnet Malfeitor. I 1993 skiftede de kortvarigt navn til Battle, og senere samme år til Strid.
Bandet er kendt for at have været nogle af de første til at blande black metal med elementer fra doom metal.
Forsangeren og bassisten Rot (som i mellemtiden havde skiftet dæknavn til "Storm") begik selvmord i 2000 eller 2001.

## Medlemmer
- Rot – Vokal, bas
- Jardar – Trommer
- Ravn Harjar – Guitar

### Tidligere medlemmer
- Samhain – Guitar
- Funeral – Guitar
- Thamuz

## Diskografi

### Som Malfeitor

#### Demoer
- 1991: Malfeitor
- 1992: Pandemonium

### Som Battle

#### Demoer
- 1993: End of Life (senere genudgivet under navnet Strid)

### Som Strid

#### Demoer
- 1993: End of Life (oprindeligt udgivet under navnet Battle)

#### Ep'er
- 1994: Strid

#### Opsamlingsalbum
- 2007: Strid

## Fodnoter
1. 1 2  MusicMight :: Artists :: STRID
2. ↑  A History Of Norwegian Black Metal
3. ↑  Encyclopaedia Metallum – Strid